# Magnolia elegantifolia
Magnolia elegantifolia är en magnoliaväxtart som beskrevs av Hans Peter Nooteboom. Magnolia elegantifolia ingår i släktet Magnolia och familjen magnoliaväxter. Inga underarter finns listade i Catalogue of Life.